# These New Puritans
These New Puritans (TNPS) – brytyjski zespół postpunkowy założony w 2005 roku w Southend-on-Sea.

## Członkowie zespołu
- Jack Barnett – śpiew, gitara, komputer, programowanie
- George Barnett – perkusja, programowanie, instrumenty perkusyjne
- Thomas Hein – gitara basowa, sampler, śpiew, instrumenty perkusyjne
- Sophie Sleigh-Johnson – syntezatory

## Dyskografia

### Albumy
- Beat Pyramid (2008)
- Hidden (album) (2010)
- Field of Reeds (2013)
- Inside the Rose (2019)

### EP
- Now Pluvial (2006)

### Single
- "Navigate, Navigate" (2007)
- "Numbers" (2007)
- "Elvis" (2008)
- "Swords of Truth" (2008)
- "We Want War" (2010)